# Personaggi di Dragonero
Questo è un elenco dei personaggi del fumetto fantasy Dragonero edito da Sergio Bonelli Editore.

## Personaggi principali

### Ian Aranill
Ian Aranill è uno scout dell'Impero Erondariano, la cui principale occupazione è compiere esplorazioni e missioni che gli vengono affidate dall'Impero. Uomo di trentaquattro anni, vive nella città marittima di Solian, una delle quattro repubbliche indipendenti nel Sud dell'Impero, insieme ai suoi amici l'orco Gmor e all'elfa Sera. Nasce nel 779 dell'era erondariana presso il feudo dell'Impero, Awrashure, e viene addestrato da suo nonno Herion per diventare varliedarto, ovvero un cacciatore di draghi. Completato l'addestramento gli venne conferito il titolo e una spada, nota come Saevhasectha. Poi entra nell'esercito imperiale e in seguito decide di divenire uno scout imperiale. Durante una missione si ritrova ad affrontare un drago soggetto ad un incantesimo e lo sconfigge bevendone poi accidentalmente il sangue e acquisendo quindi particolari abilità: può rallentare inconsapevolmente il tempo; riesce a individuare cose e persone al di fuori del suo campo visivo; può entrare in sintonia con creature senzienti non umane; il suo sangue ha un effetto distruttivo nei confronti degli esseri dal mondo degli Abominii; profondo legame empatico con la natura; può entrare nella mente di altri individui; i discendenti minori dei draghi lo riconoscono come loro superiore; può comunicare telepaticamente con i draghi. Sempre a causa del sangue di drago la sua spada si tinge di nero. Dopo la trasformazione, Tagliatrice inizia a influenzare il suo possessore, trasmettendogli ferocia, sete di sangue e di distruzione Da quel momento in poi viene riconosciuto come "Romevarlo", ovvero "Dragonero".
Ha una personalità forte, sicura e coraggiosa, forgiata da un duro allenamento fin da quando era fanciullo e dall'addestramento militare in età adulta, di mentalità aperta e rispettosa delle diverse culture e tradizioni, cosa favorita anche dal suo ruolo di scout che lo porta a viaggiare e a confrontarsi con le più diverse figure e personalità. Ha un forte senso dell'onore e della lealtà. Nonostante sia un guerriero Ian non ama particolarmente la violenza fine a se stessa ma quando è necessario combattere lo fa con impegno sapendo essere clemente nei confronti degli sconfitti.

### Gmor Burpen
Gmor Burpen è un orco, amico d'infanzia di Ian Aranill, che lavora con lui negli scout imperiali. Nasce nel 777 dell'era erondariana. Durante l'infanzia incontra Ian Aranill e, essersi salvati a vicenda dalla carica di una bestia dei boschi, i due stringono amicizia. A causa di un terribile fatto di sangue accaduto nella sua tribù, Gmor è costretto ad andarsene, e trascorre alcuni anni viaggiando in solitaria. Quando Ian decide di entrare a far parte del Corpo degli Scout imperiali, Gmor accetta di diventare il suo compagno di viaggio e lo raggiunge presso la città marittima di Solian, capitale delle province libere, dove i due ristrutturarono una vecchia torre sulla scogliera fuori dalla città, facendola diventare la loro casa.
Gmor è un orco unico nel suo genere: cresciuto presso il suo popolo ma anche lontano da esso, è legato alle tradizioni e alla religione politeista del suo popolo, ma tiene anche molto a tutto ciò che ha appreso della cultura del mondo degli uomini durante e dopo il suo soggiorno presso un monastero di monaci destiniani, dediti alla cultura e alla trascrizione di libri. Grazie a ciò, ma anche ad un'educazione familiare tesa al rispetto e alla tolleranza, Gmor ha sviluppato una mentalità erudita e molto aperta. Burbero ma anche gioviale, Gmor ha un carattere particolarmente forte e deciso, dotato di grande pazienza ma facile alla lite se istigato su particolari argomenti. Il suo sogno è poter essere ammesso ufficialmente nel Corpo degli Scout Imperiali, diventandone così il primo orco e unico membro della sua razza. Addestrato presso la sua gente, ha affinato la sua tecnica nel combattimento con l'ascia.

### Sera di Frondascura
Sera di Frondascura è un'elfa silvana amica di Ian e Gmor. Ha centodiciotto anni che corrispondono ai vent'anni umani. Nasce nel 695 dell'era erondariana a Frondascura, la città degli elfi silvani. Crescendo riceve il titolo di luwiemaste, ovvero mastro botanico. Quando Ian e Gmor arrivano a Frondascura in cerca di una pianta magica per sigillare il mondo degli Abominii, Sera decide di accompagnarli, aiutandoli a effettuare il rituale. Non potendo tornare a casa a causa della missione che l'ha bollata come paria, Sera trova ospitalità presso la casa di Ian e Gmor nelle vicinanze della città marittima di Solian, seguendo i due scout nelle loro avventure.
Sera è una maestra botanica, conosce numerosi segreti e poteri delle erbe e della flora, ed è in grado di preparare speciali unguenti curativi. Non è una guerriera: combatte solo per legittima difesa e per aiutare i compagni, tendendo a evitare di uccidere. Sa essere saggia e giudiziosa quanto irriverente e a tratti infantile. Inoltre sa essere estremamente orgogliosa e critica. Grazie al suo retaggio elfico ha un'agilità straordinaria, sensi sviluppatissimi, è in grado di vedere al buio, comprende i linguaggi degli animali e delle piante, e ha una forte empatia con ciò che la circonda percependo le emozioni in maniera molto più forte del normale. Usa come arma una cerbottana con la quale spara dardi soporiferi e in rare occasioni sfodera una particolare frusta chiamata "flagello".

### Alben
Il passato di Alben è avvolto nel mistero anche per la lunga vita che ha vissuto. Nato nel 727 dell'Era Erondariana nel giorno di uno sposalizio celeste, venne tenuto d'occhio dai Lùresindi in quanto in lui si sviluppò il “talento magico”. Figlio di umili contadini venne condotto a Vàhlendàrt per l'esame di affinità alla magia, che superò brillantemente. Viene così scelto come allievo da un vecchio mago di nome Ali'ikhai. Alben ereditò poi dal suo maestro l'eremo Viturmanse, appartenuto al Lùresindo Vitur, maestro dello stesso Ali'ikhai, e suo costruttore, situato sulla costa a Sud-est del Mare del Sole. Alben compì numerose missioni nel corso degli anni ma la più importante di tutte fu quella contro Saul Jeranas, un Lùresindo rinnegato che Alben sconfisse dopo una lunga e terribile avventura che costò molte vite; al suo fianco all'epoca poté contare su una particolare "Madre Guardiana", che successivamente divenne la Madre Superiora del suo Ordine. Fu anche la prima Guardiana di Alben quando dovette affrontare, ancora molto giovane e poco più di un apprendista, la sua prima missione. Alben divenne inoltre amico della famiglia dei Varliedarto, antica dinastia di "Cacciatori di Draghi". Fece loro visita molte volte soprattutto per ammonire il rampollo di famiglia, Ian Aranill, erede del titolo del casato. Altra amicizia importante per lui fu quella con il nano Mimir, uno Shivesindo, ovvero un "custode del sapere" che fornisce l'Impero dei preziosi cristalli di Luresilca, dagli svariati utilizzi. Proprio a costoro Alben chiese aiuto quando gli Obelischi di sangue nella Terra dei draghi a Nord dell'Impero iniziarono a crollare, indebolendo l'antico sigillo che tiene lontane le orde demoniache degli Abominii dal mondo. In quella particolare missione Alben assistette allo scontro tra Ian e un drago soggiogato alla volontà del Lùresindo rinnegato Saul Jeranas che vide vincitore il primo e la sua accidentale assunzione del sangue della creatura che gli causerà imprevedibili cambiamenti. Alben aveva avuto sentore di ciò in una sua visione seppur non precisamente. Alben è un uomo che ha dedicato la sua vita ad essere un "Custode della Luce" e da esso deriva un forte senso di responsabilità che lo spinge a perseguire la propria missione combattendo le minacce come quelle degli Abominii. Inoltre è dotato di una grande umanità e saggezza che lo rendono un punto di riferimento per i propri compagni più giovani. Il suo modo di agire però è alle volte molto misterioso e tende a non informare completamente gli altri dei propri piani o conoscenze, con il fine però di proteggerli e mai di circuirli. Ciononostante non è privo di vizi che anche a causa dell'età si sono acuiti: è scorbutico e brontolone, misogino, ama la vita comoda e tende a isolarsi nel suo eremo a condurre una vita piuttosto ritirata. Soffre inoltre di vertigini cosa che, malauguratamente per lui, gli è ricordata in continuazione da persone e situazioni. Alben è un mago che pratica la magia naturale e possiede tali poteri anche per predisposizione personale. Tale potere, oltre a consentirgli di scagliare incantesimi come sfere di fuoco o come l'"Occhio che vola" che permette di vedere a lunghe distanze, gli garantisce una longevità e una buona forma fisica nonostante l'età avanzata; a ciò si aggiunge una maggiore percezione di ciò che lo circonda. Per sua stessa ammissione non è in grado di leggere nel pensiero ma può percepire se una persona sotto suo incanto gli sta dicendo il vero o il falso. Al tempo stesso però le sue percezioni posso subire interferenze anche solo da luoghi pregni di sentimenti negativi come le celle del palazzo imperiale. Ha dimostrato di possedere una vasta gamma di poteri e incantesimi come spostare magicamente persone a grandi distanze, controllare i corpi altrui e annullare-contrastare incantesimi di altri maghi o stregoni; inoltre come molti altri Lùresindi è in grado di vedere il futuro, prossimo o venturo, anche se con una certa imprecisione e non per propria volontà, tanto che non sempre sa cosa abbia visto o cosa esso possa significare. Oltre alla magia pratica, Alben è molto erudito e conosce le arti della diplomazia e della parola.

### Myrva Aranille
Nata nel 783 dell'Era Erondariana presso un antico feudo del Sud-ovest del mare interno dell'Impero, l'Awrashure, Myrva fin da bambina ha mostrato incredibili capacità inventive, costruendo marchingegni agricoli, idraulici e meccanici per aiutare il lavoro nei campi del feudo. Mentre suo fratello maggiore Ian veniva addestrato da loro nonno Herion alla via del Varliedarto, Myrva si dedicava alle sue invenzioni che progettava per ore nella sua torre-laboratorio, costruendo tutto ciò che le passasse per la mente: le capitò così di essere ripescata da un pozzo, quasi annegata, a causa di un esperimento con uno scafandro da palombaro, o recuperata da un albero dove si è schiantata con il suo aliante. La sua vita cambiò in occasione di una visita da parte di una congregazione imperiale al feudo paterno: un tecnocrate che ne faceva parte la notò e decise di portarla con all'accademia di Tectŭendàrt, sede della Gilda dei Tecnocrati. Con il passare degli anni Myrva migliora le proprie abilità e diventa una tecnocrate con ruolo anche di osservatore e agente sul campo. Un giorno raggiunse il "Grande Vallo", la muraglia che divide l'Impero dalle desolate lande della "Terra dei Draghi", per affiancare suo fratello Ian, che negli anni aveva fatto carriera nell'esercito ed era diventato il comandante di una truppa di Incursori Imperiali di stanza al Vallo, in una missione con i suoi incursori. La missione terminò in tragedia, con l'intera truppa annientata dagli Algenti, gli inquietanti esseri che popolano quelle terre. Myrva si salvò solo perché sia lei che il fratello vennero creduti morti, e ciò permise a Ian di riprendersi e riportare entrambi al Vallo. Per quel fallimento Ian venne processato da un tribunale militare e lei non poté testimoniare a suo favore in quanto sua parente. Passato del tempo, di quell'esperienza Myrva afferma di non rammentare alcunché. Anni dopo Myrva è costretta a tornare sempre al fianco del fratello nelle terre oltre il Vallo per aiutare Alben il Lùresindo a compiere un antico rituale con il fine di rinnovare il Grande Divieto che esilia le creature demoniache note come Abominii che mille anni prima avevano invaso il mondo portando morte e distruzione. In quell'occasione Myrva vede Ian combattere un drago soggiogato alle forze del male riuscendo a sconfiggerlo e assumere erroneamente il sangue della creatura, fatto che avrà grandi ripercussioni su di lui. Myrva è una donna forte, indipendente e sicura di sé. Molto intelligente e coraggiosa, sono tutte caratteristiche che la rendono un ottimo agente tecnocrate che oltre a compiere ricerche e studi, si dedica anche a missioni per conto dell'Impero. Benché sia un membro della Gilda dei Tecnocrati non è chiusa alla possibilità di una collaborazione con i Lùresindi specialmente in campi nei quali gli esperti sono loro; ciononostante è sempre pronta a difendere o a evidenziare i benefici dell'arte dei tecnocrati, anche solo per una questione di carattere ideologico, definendola come né buona né cattiva, ma è come essa viene usata a renderla l'una o l'altra. Myrva tiene molto alla propria identità e al proprio senso di responsabilità che più volte la portano ad avere secchi confronti con in suoi compagni benché questo non abbia mai portato a fratture insanabili. Difatti come suo fratello Ian, anche lei ha giovato del clima di tolleranza e apertura mentale che vi era nella sua famiglia e per tal motivo non ha problemi a confrontarsi con personalità come Alben o Sera o Gmor, ma anche con il suo stesso fratello. Myrva è un abile tecnocrate che già prima di formarsi presso l'Accademia della Gilda, conosceva basi tecniche da cui partire per poter mettere in atto le invenzioni che la sua mente creativa concepiva fin dalla più tenera età. Ha ricevuto un addestramento come agente speciale tecnocrate ed è un'esperta utilizzatrice di armi da fuoco che porta sempre con sé, insieme ad altri oggetti o attrezzi che le si potrebbero rivelare utili. Oltre a ciò sa tirar di scherma e sa lavorare i cristalli di Luresilca per farne dei proiettili. Benché non possegga ancora l'esperienza di Alben, conosce anche l'arte della diplomazia e sa muoversi senza particolari problemi, certamente meglio rispetto al fratello, presso ambienti come quello della Corte Imperiale. È uno dei primi personaggi della Sergio Bonelli Editore manifestamente omosessuale.

### Aura
Aura si unisce al gruppo solo dopo la saga delle Regine Nere. Si tratta di un mago militare che faceva parte della compagnia mercenaria "Fortunati del Carogna". La sua evoluzione è raccontate nella storia breve "il racconto di Aura" nel numero 71 della sere regolare. Dopo la morte della sua madre adottiva Aura fugge dal bordello in cui era cresciuta per non dover essere costretta a diventare una prostituta al soldo di Kane, il proprietario. Dopo la fuga si unisce ad un gruppo di nomadi. Rimane con loro per una settimana con l'intenzione di dirigersi a Sud verso il mare. Viene rintracciata dagli uomini di Kane prendono ostaggi tra i nomadi. Alcuni ostaggi muoiono ed Aura, per vendetta usa i suoi poteri uccidendo gli inseguitori. Fugge dal luogo dello scontro e si unisce ad un Signore del Sangue. Qui apprende chi lui sia, alcune cose che la riguardano, la sua natura, sui suoi poteri. Dopo un tempo indefinito Aura riprende il suo viaggio nel mondo, uccidendo e acquisendo l'identità di un mago militare. Entra a far parte della compagnia mercenaria dei "Fortunati del Carogna", stringendo un patto con il capitano. Si unisce al gruppo di Ian e Gmor dopo la saga delle Regine Nere.

## Antagonisti
- Saul Jeranas: Poco si sa del passato di Saul Jeranas se non che era un Lùresindo di grande valore tale da meritarsi il titolo di Shiverāta che in lingua antica significa "grande conoscenza"[8]. Ad un certo punto decide di volgersi al male, elaborando un piano per violare il Grande Divieto e permettere l'accesso al mondo di superficie agli Abominii, demoni che in passato erano stati reclusi nel loro mondo, il Mahuōvhăco, grazie al sacrificio di numerosi Draghi Senzienti. In segreto, prese come sua apprendista Savyna, una ragazza nata con poteri magici di grande potenza che insinua all'interno della Gilda dei Cartografi presso la capitale imperiale[18]. Dopo aver aperto un passaggio per il regno degli Abominii, Jeranas non riesce a compiere il proprio piano a causa dell'intervento del suo confratello Alben che lo scaraventò nel baratro e lo richiuse. Creduto morto, Jeranas tornò anni dopo mutato nell'aspetto, mettendo in pratica un piano che prevedeva la distruzione degli Obelischi di sangue, i pilastri del Grande Divieto, nella desertica Terra dei Draghi, ma ancora una volta Alben con un manipolo di guerrieri al suo seguito, tra cui il "Cacciatore di Draghi" Ian Aranill, attuò un rituale che rinvigorisse il sigillo anche senza il sangue di drago. Per fermare il suo nemico, Jeranas arrivò anche a soggiogare un antico drago e a scagliarlo contro di lui ma la presenza non prevista di Ian si rivelò fatale per il Lùresindo rinnegato: Ian riuscì nell'incredibile impresa di sconfiggere il drago, attingendo agli insegnamenti tramandatigli, e Jeranas perse a sua volta la vita essendosi legato a lui[8]. Circa due anni dopo la sua sconfitta, Savyna riesce ad impadronirsi di un oggetto di incredibile potere, la Pietra del Buio, in grado di riportare in vita i morti. Fedele al suo maestro, la donna si reca sul luogo dello scontro e lo fa tornare[18]. Prima di precipitare nel regno degli Abominii, Jeranas appare come un normale essere umano ma alla sua ricomparsa il suo aspetto è orribilmente mutato: celato sotto un mantello che lo ricopre interamente, il suo corpo si è ridotto a fattezze scheletriche, quasi del tutto prive di carne, con pelle lacera e cascante, senza capelli e barba, più simile ad un morto che ad un vivo[8][18]. Jeranas possiede le abilità magiche tipiche dei Lùresindi a cui si aggiungono i poteri accumulati dopo essersi legato alle forze degli abominii: essere immune alle armi normali, evocare di demoni minori, soggiogare creature anche ancestrali come i draghi[8].

- Ecuba: Non si sa molto sul passato di questa monaca se non che sia stata allevata e addestrata fin da piccola per essere una Madre Guardiana dalle sue consorelle al monastero di Fhaucasaepta, diventando la migliore della sua generazione[8] e fonte di ispirazione per le più giovani novizie[19]. Ecuba ricevette il suo nome dal mago Alben quando la scelse come sua madre guardiana per una pericolosa missione da compiere insieme ad altri compagni: Ian Aranilli, Gmor Burpen, Myrva Aranille e Sera di Frondascura; l'obiettivo era rinvigorire il sigillo che tiene lontani gli Abominii, terribili demoni che secoli prima invasero il mondo, presso la desertica Terra dei Draghi. Ecuba combatté al loro fianco fino alla fine, riuscendo ad aver ragione dei loro avversari demoniaci e permettere al mago e a Sera di completare il rituale. La sua forza e abilità furono essenziali quando il gruppo fu costretto a ripararsi in una stretta gola, inseguito dall'Orda degli Algenti, un inquietante popolo che abita le lande desertiche discendente degli elfi silvani schiavizzati dagli Abominii secoli prima. Purtroppo fu anche l'unica tra loro a non fare ritorno, poiché venne colpita dalle lance degli Algenti, facendola precipitare dalla fune che un dirigibile imperiale aveva teso per metterla in salvo[8]. Ma la monaca non morì quel giorno: trafitta cadde, ma gli Algenti non le diedero la morte bensì le attutirono la caduta e la portarono dai loro sciamani che con metodi dolorosi ma efficaci la curarono. Una volta rimessasi, la donna comprese cosa volesse da lei quella gente silenziosa. Volevano che diventasse la loro guida. Rivestita delle sue armi e accolta come parte di quella comunità, Ecuba si sentì tradita dai suoi compagni che aveva protetto fino alla fine, che aveva salvato e che in cambio, dal suo punto di vista, l'avevano abbandonata senza preoccuparsi di scoprire se fosse viva o morta. Poiché quello che contava era la vita del mago, lei era sacrificabile[19]. Da quel momento guidò l'orda degli Algenti senza che nessuno di coloro che vivono al di là del Grande Vallo lo sapesse. Un giorno una spedizione guidata da un Lùresindo chiamato Arentèl, accompagnato dalla sua Madre Guardiana e da una scorta armata, compie una visita di controllo alla foresta del sigillo per assicurarsi che tutto fosse in ordine. Ecuba si accorge della presenza del mago scatenandogli contro l'Orda. Arentèl e i suoi riescono a sfuggirle evocando una fitta nebbia e nascondendosi presso le "fosse dei fargh", dei profondi calanchi che prendono il nome da enormi animali che vi si gettano quando sentono la morte appropinquarsi. Ecuba cerca di rintracciarli facendo muovere in circolo l'Orda e affidandosi ad un "Tracciatore", un oggetto in grado di rintracciare il segnale emesso dal "Percussore" della Madre Guardiana del mago, ovvero un meccanismo di localizzazione in dotazione alle monache guerriere, attivato per avvisare eventuali soccorsi della loro posizione[20]. I soccorsi sperati alla fine giungono e danno la possibilità al gruppo inseguito da Ecuba di fuggire a dorso di un fargh. La ex-monaca si lancia al loro inseguimento decisa a non farli scappare, nonostante i suoi Algenti vengano fermati da un attacco di Vermi della sabbia, creatura terribili che abitano il sottosuolo di quelle lande; raggiunto il fargh scaglia una freccia che con micidiale precisione colpisce il mago, nonostante la sua Madre Guardiana gli avesse fatto da scudo. Ecuba si inerpica poi sulla schiena del fargh e si ritrova davantio, oltre alle sue vittime, Ian Aranill e Gmor Burpen, i suoi vecchi compagni. I due infatti erano stati incaricati di andare in missione per recuperare Arentèl e tutto il piano di fuga era stato approntato proprio dallo stesso Varliedarto[19]. Ecuba affronta così uno sgomento Ian che la credeva davvero morta. Nello scontro gli racconta velenosa la sua tragica sorte mentre lui cerca di farle capire che l'avevano cercata per settimane e che la sua morte li aveva colpiti tutti, in particolar modo Alben e la Madre Superiora del suo Ordine. Ecuba però non gli crede e non appena si accorge che il fargh è riuscito a giungere nei pressi del Vallo, decide di abbandonare il duello e ritornare nel territorio degli Algenti. Scesa dalla schiena dell'animale e rimpadronitasi della sua cavalcatura, Ecuba grida ad Ian un ultimo avvertimento prima di dileguarsi nell'ombra della notte, ovvero che nessun mago avrebbe più messo piede in quelle terre[19]. Ecuba possiede una elevata abilità nel combattimento e nell'uso di molteplici armi bianche, di svariata tipologia, armi chimiche e magiche di cui ha appreso l'utilizzo nei suoi anni di addestramento al monastero di Fhaucasaepta. Addestrata fin dall'infanzia, Ecuba è un arsenale vivente: oltre all'alabarda che usa come sua arma preferita, la si è vista adoperare granate, il "Fuoco magico", shuriken, due spade corte, e una coppia di catene rostrate. A tutto ciò si aggiunge la temibile e mortale tecnica del "Canto che uccide"[8]. Il suo addestramento le ha fatto acquisire grande forza, resistenza, velocità e precisione: dopo essere diventata la Regina degli Algenti durante l'inseguimento di Ian e dei suoi compagni di fuga, è stata in grado di colpire con estrema precisione il suo bersaglio scagliando una freccia da più di duecento passi di distanza e con un arco di osso[19][21] Ecuba è forte, coraggiosa e stoica. Come valore in battaglia o nel compiere la propria missione principale, difendere Alben, è pari se non superiore ai suoi compagni di viaggio. È dotata di un certo carisma che la rendono una figura di spicco tra le sue consorelle più giovani[19]. Fredda e silenziosa, Ecuba non è una grande comunicatrice e i suoi rapporti con gli altri sono minimi se non quasi nulli, ma nell'ultima parte della loro avventura nella Terra dei Draghi, si apre un poco collaborando di più con il resto del gruppo[8]. Si può comprendere quanto essa sia effettivamente emotiva, e che avesse maturato un certo attaccamento al resto della compagnia, quando Ian la rincontra nel ruolo di Regina degli Algenti. Ecuba si è considerata abbandonata, tradita da lui e dagli altri, come se la sua perdita non fosse stata importante[19]. Dopo il salvataggio da parte degli Algenti, Ecuba è diventata più pungente, velenosa e mossa da un profondo odio e rabbia, influenzato molto probabilmente dagli stessi Algenti di cui si è messa alla guida[19].

- Xara: Tecnocrate e agente imperiale, era parte del gruppo mandato a osservare lo sviluppo della guerra del Margondar centrale ad opera del margravio Moravic, insieme a Ian Aranill e Khail Davenant. Durante la missione il cui vero obbiettivo era l'osservazione dell'arma utilizzata del margravio, il Fango Pirico, venne data per dispersa dopo la distruzione dei laboratori che si occupavano della lavorazione dell'arma. Venne salvata dall'elfa nera Atrea che per anni la tenne immersa in un composto di oli vegetali e midollo osseo per curare il suo corpo devastato dal Fango[15]. Ristabilitasi formò un sodalizio con l'elfa per portare a compimento il proprio piano: utilizzare il Fango Pirico, di cui conosceva le formule, per costruire armi avanzate, fornirle agli orchi dell'Isola delle Foreste e scatenare un conflitto di cui sarebbe stata l'unica beneficiaria, per poi costruire un nuovo mondo sulle ceneri del vecchio. Anni dopo, l'intervento di Ian e del suo gruppo riesce a fermare i suoi piani. Xara è sempre stata una donna geniale e molto ambiziosa. Prima dell'incidente aveva intenzione di utilizzare le potenzialità del Fango Pirico per scopi energetici e di sviluppo tecnologico, con progetti visionari in mente. Cosa in comune con Myrva Aranille non sopporta le critiche all'arte tecnocrate soprattutto quando ne vengono fatte notare i possibili aspetti negativi[12]. Xara è una donna testarda, tenace, dedita alla propria causa, dotata di una grande forza di volontà che la porta a non arrendersi mai. Tra le altre sue abilità, maneggia egregiamente armi, sa costruire e disinnescare trappole ed è una spadaccina provetta[15]. Nonostante l'ambizione e l'essere una calcolatrice, Xara ha provato vero amore nei confronti di Ian, amore che non è affatto scomparso nei sei anni in cui sono stati separati. Infatti non appena si era resa conto che era lui uno degli assalitori alla sua fortezza, non solo gli salvò la vita ma decise di coinvolgerlo nei suoi progetti, per poterlo avere al suo fianco. A riprova di ciò la fermezza di volersi contrapporre alla stessa Atrea per la sicurezza di Ian e il suo sollievo, nonostante fosse mortalmente ferita, nel constatare che Ian stesse bene e che Atrea non gli avesse fatto del male[15].

- Atrea: Elfa nera, ultima di una estinta tribù del Margondar centrale, Atrea è un'empatica ovvero un individuo con un forte legame con la natura che la circonda. Chiama gli animali suoi "fratelli di carne" e le piante "fratelli verdi". Tale legame però si rivela essere "malevolo" poiché è influenzato da spiriti che comunicano con lei e che ne offuscano il giudizio e le azioni fino a farsi dominanti in lei. Atrea uccise la sua intera tribù con veleno proveniente dai suoi "fratelli verdi", per impedire loro di seguire le altre tribù elfiche nell'esodo verso occidente e di abbandonare così la foresta dove vivevano[12]. Dopo anni di solitudine entra in contatto con Ian, Xara e Khail durante la "Guerra dei Fuochi", salvandoli dagli uomini del margravio che li volevano morti. Con la tecnocrate si sviluppa subito un buon rapporto poiché capisce che lei sarebbe stata in grado di bloccare la produzione del Fango Pirico che stava provocando terribili danni all'ambiente. Atrea le mostrò la via per raggiungere i laboratori e una volta conclusasi la missione fu proprio lei a salvare Xara da morte certa, prendendosene cura affinché guarisse. Quando ciò avvenne le due strinsero una alleanza affinché il suo piano potesse realizzarsi: utilizzare le abilità di Xara per portare ad una guerra definitiva tra umani e orchi affinché si distruggessero a vicenda e favorendo il ritorno della natura incontaminata nel mondo. Anni dopo, l'intervento di Ian e del suo gruppo riesce a fermare i suoi piani. La prolungata solitudine e il contatto con gli spiriti malevoli hanno influenzato sul suo carattere e sul suo modo di rapportarsi con gli altri e il mondo, causandole sbalzi e disequilibrio di umore, e una sorta di estraniazione. Tale simbiosi le ha concesso un controllo e una conoscenza sulla natura che la rendono un avversario temibile. Atrea è però di fatto controllata dagli spiriti e la costringono a compiere azioni che in realtà non vorrebbe fare. Ian ne ha avuto la prova mettendosi in contatto mentale con lei e parlando con una sua versione più giovane e intoccata dagli spiriti, che gli chiese se poteva impedire che gli spiriti la controllassero ancora. Poco prima di venire posseduta del tutto e uccisa da Ian, Atrea gli chiese di farlo[15].

- Le Regine Nere

## Personaggi secondari

### Vertici imperiali
- Vrlam Erondàr
- Nahim Erondàr
- Vrill Ausofer

### Esercito
- Raul Jarras: È il saggio e retto Generale in capo dell'intero esercito imperiale erondariano. Si è sempre dimostrato dalla parte di Ian Aranill, sostenendolo sin da quando quest'ultimo rassegnò le proprie dimissioni da Incursore imperiale, a seguito di un processo della Corte Marziale a suo carico. Fu inoltre essenziale nel consigliare e persuadere Dragonero ad unirsi al Corpo degli Scout imperiali
- Khail Davenant: Non si sa molto del passato di Khail Davenant se non che ha conosciuto Ian Aranill entrando nell'esercito imperiale, stringendo con lui un forte legame di amicizia. Nell'anno 807 insieme alla tecnocrate Xara accompagna Ian in una missione presso il Margondàr centrale nel regno del margravio Goran Moravik per carpire i segreti di una potente arma alchemica in sua mano, il Fango Pirico, che adopera contro le tribù degli orchi presenti sui suoi territori. Facendosi passare come semplici supervisori imperiali i tre, con la collaborazione di una misteriosa elfa di nome Atrea, riescono a introdursi nei laboratori segreti del margravio ma l'inatteso intervento di una squadra di orchi causa la distruzione del complesso[22]. Xara muore nell'estremo tentativo di recuperare le formule dell'arma. La tragica fine della missione porta Khail ad un duro scontro con Ian, riguardo alla carriera militare, al senso del dovere e alle presunte vere intenzioni della loro compagna riguardo alla relazione sviluppata con Ian stesso, che incrina la loro amicizia[12]. I due si perdono poi di vista a causa delle dimissioni di Ian dall'esercito imperiale[8]. Con il passare degli anni Khail riesce a fare carriera fino a raggiungere il grado di capitano, acquisendo una vistosa cicatrice che gli solca il lato destro del viso. Nell'anno 812 mentre si occupa di scortare una colonna di profughi da una zona montana sottoposta ad un'incursione di demoni ha l'occasione di rincontrare Ian, ora Scout imperiale, in missione verso le terre oltre il Vallo. Venuto a sapere della sua destinazione, memore dei tragici ricordi che quella regione ha lasciato in lui, Khail lascia da parte i suoi trascorsi e augura buona fortuna all'amico[8]. Alcuni mesi dopo ha l'occasione di incontrare di nuovo Ian durante le operazioni militari contro una fazione ostile orchesca che compie incursioni contro le colonie umane presenti sulla Grande isola degli Orchi. Con il suo aiuto riesce a trovare le prove necessarie per dimostrare l'utilizzo del temibile Fango Pirico da parte dei loro nemici; i due si separano ancora a causa dell'assalto di un manipolo di Orchi che divide le loro strade[7], ma riescono a ritrovarsi tempo dopo presso la capitale imperiale Valhendàrt[14]. Successivamente Khail deve la propria vita proprio al suo vecchio amico: incaricato di compiere una missione insieme a lui, mettersi sulle tracce di un mercenario in fuga di nome Jahr Wesa, viene avvelenato da un Wyrm, una creatura il cui veleno è letale. In una lotta contro il tempo, Ian riesce a recuperare l'antidoto al veleno e a farglielo assumere, guarendolo. Khail ignora che Ian abbia usato il suo stesso sangue, incantato dopo aver bevuto il sangue di un drago durante la sua missione al di là del Vallo, per tenerlo in vita il tempo necessario a recuperare l'antidoto[23]. Khail Davenant è un uomo coraggioso, con forte senso del dovere e dell'onore. Ha una certa ambizione che lo spinge a tenere sempre in considerazione le opportunità di fare carriera nell'esercito imperiale[14][12]. Ha a volte un modo di fare burbero e sostenuto, ma ha anche un lato ironico soprattutto relazionandosi con Ian[12]. Khail non ha dimostrato pregiudizi di sorta nei confronti di Gmor, ma di essere superstizioso, preferendo tenersi a distanza da Atrea, l'elfa nera incontrata durante la missione per ottenere le formule del Fango Pirico[12]. Nonostante i rapporti siano più tesi, Khail considera lo Scout un suo amico. I due hanno l'usanza di battersi ad un duello al primo sangue ogni qual volta la situazione lo consenta[8]
- Roney

### Corpo Scout
- Yeraban Sarra: l'attuale comandante[24], è il più anziano ed esperto membro del Corpo. In passato è stato a capo dell'esercito del regno di Aergyll e ha avuto dei legami con un clan dell'Enclave della Montagna[25].
- Ewyan: Figlio primogenito del re degli Elfi del Nord, ha rinunciato al trono in favore del fratello minore per motivi ignoti, divenendo uno Scout. Al contrario dei suoi compagni viaggia da solo per motivi legati ad una faccenda di sangue accaduta in passato[25].
- Briana: Cacciatrice delle foreste centrali, si accompagna alla sua lupa grigia Baryn. Prima di essere una Scout era parte del Corpo dei Cacciatori Imperiali ma ne è stata espulsa in seguito al ferimento di un ufficiale che l'aveva importunata, venendo inviata per tre anni in uno sperduto avamposto di frontiera[25]. È attualmente l'unica donna con la quale Ian Aranill intrattiene un rapporto stabile e duraturo, anche se lei vorrebbe sposarlo ed avere una famiglia con lui.
- Yannah e Rehka: Originaria del regno di Raghnar, Yannah è la figlia di un capo-clan, è una possente guerriera rude nei modi ma gentile nell'animo[25][26]. Mentre Rehka è in parte di discendenze Ghoul, è una figura misteriosa essendo solito allontanarsi per lunghi periodi di tempo senza informare nessuno delle sue intenzioni[25].
- Jinza e Kyoden: Gemelli, provengono dall'Enclave dei Grandi Laghi. Sono esperti acrobati, abilità acquisite dalla loro famiglia, una compagni di funamboli, giocolieri e illusionisti[25].

### Altri
- Mimr

- Antracite: È il Presidente del Sindacato dei minatori nani. Apparentemente è una vecchia conoscenza di Ian Aranill, col quale è solito prendersi a botte all'inizio di ogni loro incontro. È un guerriero di grande esperienza e ferocia quando vuole, come ogni nano diffida della magia ma ne è, al tempo stesso, assai resistente per natura. Burbero, orgoglioso ma anche molto vivace, gioviale e simpatico, si dimostra talmente forte da riuscire ad uccidere il potente elfo scuro Zephir, arcinemico di Dragonero e Gmor. Per impedire un suo secondo ritorno dalla morte lo fa letteralmente a pezzi col proprio martello da guerra.
- Sheda: È una Madre Guardiana, una specie di monaca guerriera che Ian, assieme alla sua compagnia, soccorre in una missione di salvataggio di un Luresindo oltre il Vallo. Si rende protagonista di azioni di eroismo ma non riesce ad evitare l'uccisione del mago al quale era votata, nonostante gli faccia da scudo col proprio corpo. Ecuba, la Regina degli Algenti, si rivela essere troppo potente ed abile per tutti. Nonostante ciò ha buon gioco nel riuscire a sopravvivere alla missione, anche se alla fine decide di ritornare nel suo tempio per sottoporsi al giudizio ed alla pena riservate a quelle del suo ordine, in caso di fallimenti come il suo. Alla fine viene risparmiata ed aiutata dalla Madre Guardiana Superiora a fuggire dal monastero, anche se, nel fare ciò, sarà costretta ad uccidere, per legittima difesa, una sua consorella. Dedicherà il prosieguo della propria esistenza alla ricerca del luogo dal quale proviene la famiglia che l'abbandonò dinnanzi al monastero del suo ordine.
- Zhabèle: Soprannominata la Lupa di Vectuedart, è una specie di ex prostituta ed ex strega dei boschi, divenuta la moglie di un potente generale imperiale. È una vecchia conoscenza di Ian Aranill col quale si intratteneva in notti sfrenate di sesso, quando quest'ultimo aveva all'incirca vent'anni. Lo incontrerà nuovamente al Palazzo Imperiale nella capitale dell'Erondar e cercherà nuovamente di sedurlo durante una cena, riuscendo poi a giacere con lui a letto. Confesserà a Ian ed Alben l'esistenza di numerosi passaggi segreti all'interno del palazzo imperiale. Alla fine lascerà il lord suo marito caduto in disgrazia, per poi mettersi insieme ad un Figlio di Olhim.
- Fem: È una giovane e brillante apprendista tecnocrate, cresciuta sotto l'ala protettrice di Myrva Aranill, la sorella di Ian. È una ragazza esuberante, ardimentosa e geniale, oltre che impulsiva. Si invaghisce di Dragonero nel momento in cui lo vede per la prima volta nel palazzo imperiale della capitale e lo corteggia in maniera vivace e spudorata. Rimane coinvolta nel fallito attentato al Principe ereditario ed in tutto ciò che ne deriva. Riesce ad uccidere uno dei sicari delle Lame Nere ed aiuta attivamente Ian nella caccia ai mandanti del tentato omicidio. Caccia che si trasforma in una corsa folle nell'Inframondo, dimensione nella quale si perderà per sempre. O almeno così credevano tutti; invece viene salvata in extremis dal cancelliere Vrill Ausofer in persona. Nonostante ciò, esce da quell'esperienza traumatica con metà corpo annerito ed apparentemente paralizzato. Acquisisce poteri abominevoli dalla metà oscura del suo corpo e diviene totalmente fedele al cancelliere Ausofer, oltre che completamente cambiata nello spirito. D'ora in poi si fa chiamare Morvana. Ausofer non rivela a nessuno la sua sorte e la utilizza come un proprio agente segreto. Uno di questi incarichi segreti la porta a sperimentare, su un villaggio sperduto, il terribile effetto di un morbo mortale, da usare contro la città di Yastrad facente parte del regno indipendente di Lehorian. Il suo piano verrà scoperto e lei si smaschererà davanti a Dragonero ed i suoi compagni. A dispetto di ciò comunque, avrà vita facile nell'ammazzare l'eleusa Eryana e nel convincere Dragonero a non rivelare ad anima viva la terribile punizione inferta dall'Impero ai reali di Lehorian, ovvero ai mandanti del tentato assassinio al principe ereditario. Lo persuaderà ammettendo i misfatti e le intenzioni del suo padrone Ausofer e proponendo la cura per il morbo a beneficio di Sera. Rimane in qualche modo legata a Dragonero ed è convinta di poterlo portare dalla sua parte, suggerendo ad Ausofer di coinvolgerlo maggiormente nelle loro macchinazioni.